# Kapince
Kapince – wieś i gmina (obec) w powiecie Nitra, w kraju nitrzańskim na Słowacji. Znajduje się na Nizinie Naddunajskiej, w kierunku na północny zachód od miasta Nitra. 